# لويز مونرو فولي
لويز مونرو فولي (بالإنجليزية: Louise Munro Foley)‏ (22 أكتوبر 1933)؛ كاتِبة مُتخصِّصة في أدب الأطفال وروائية أمريكية.